# Gerrymandering

Przykład ukazujący wpływ zmian granic okręgów wyborczych na wyniki wyborów: z lewej strony głosy w czterech okręgach są wyrównane, na środkowym diagramie w trzech okręgach wygrywają zwolennicy fioletowych, natomiast z prawej strony w trzech okręgach wygrywają zwolennicy zielonych

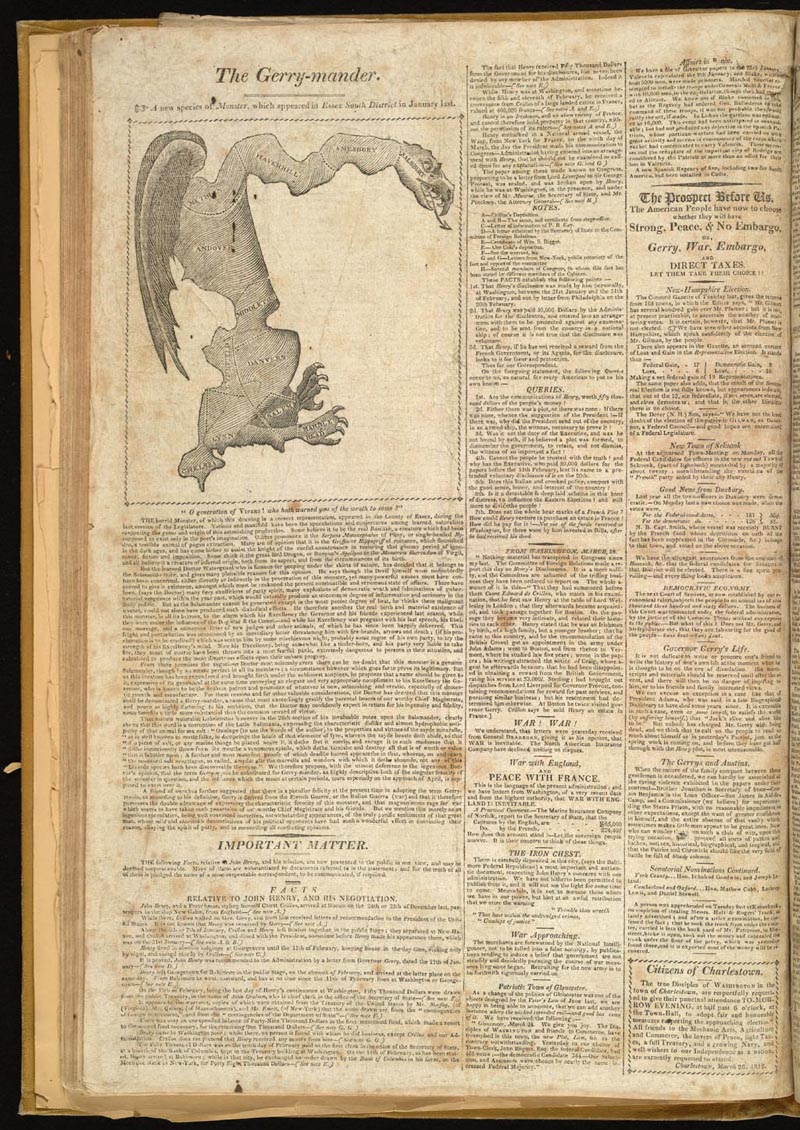
Artykuł w Boston Gazette z 26 marca 1812, w którym po raz pierwszy użyto słowa Gerry-mander

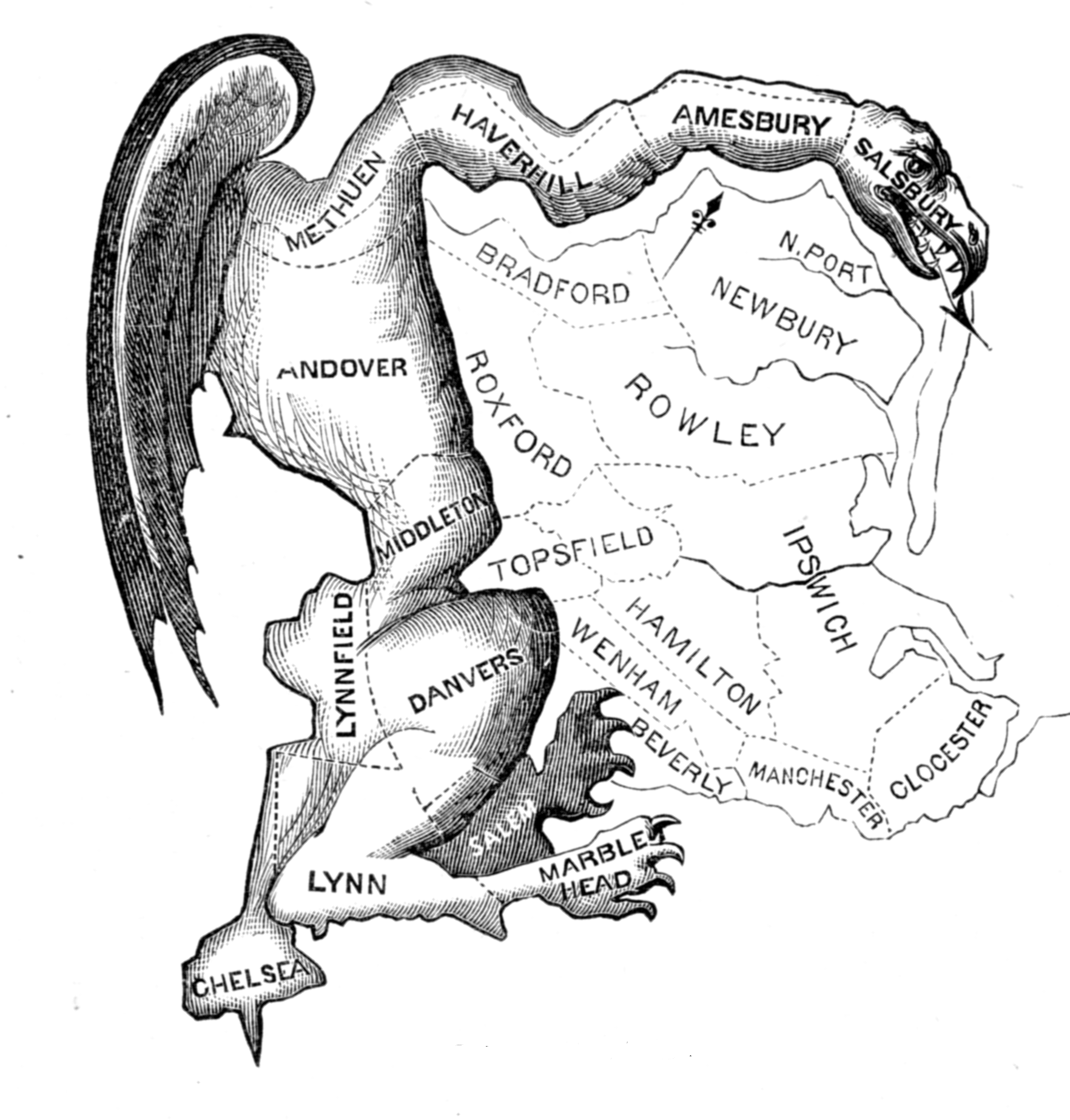
Okręg wyznaczony przez Gerry’ego ma kształt smoka (powiększenie powyższej grafiki)

Gerrymandering – manipulowanie przebiegiem granic okręgów wyborczych, najczęściej w celu uzyskania korzystnego wyniku przez partię mającą wpływ na kształtowanie ordynacji wyborczej. Jest to także szczególne pole badawcze geografii wyborczej, poświęcone systematycznym studiom nad wpływem ukształtowania okręgów wyborczych na wyniki głosowania i dokumentowaniem przypadków nadużyć w tym zakresie.
Nazwa pochodzi od słowa „gerrymander”, którym w języku angielskim przyjęto nazywać okręgi wyborcze o dziwnych kształtach stworzone w wyniku takich manipulacji. Termin ten powstał przez połączenie nazwiska Elbridge’a Gerry’ego (amerykańskiego polityka z Partii Demokratyczno-Republikańskiej, 1744–1814) ze słowem salamandra. To właśnie zwierzę miał przypominać kształt jednego z okręgów, który Gerry, jako gubernator stanu Massachusetts, wykreślił na mapie wyborczej tak, aby zwiększyć szanse wyborcze kandydatów wystawionych przez jego partię.

## Strategia
Gerrymandering spełnia prawidłowo swoją funkcję w przypadku występowania okręgów jednomandatowych. Główna strategia bazuje na tworzeniu dwóch rodzajów okręgów. Okręgi wygrywające powinny być jak najmniejsze oraz ich poparcie dla danej partii powinno być na poziomie lekko przekraczającym wymagany próg do zwycięstwa. Możliwie duże okręgi przegrywające powinny zawierać jak najmniejszą część sympatyków danej partii.

## Powiązania z matematyką
Proceder gerrymanderingu angażuje wiele różnych dziedzin nauk matematycznych. Jedną z nich jest teoria grafów, która za pomocą odpowiedniego algorytmu jest w stanie wyznaczyć odpowiednie granice okręgów wyborczych, korzystne dla faworyzowanej partii politycznej.
Obecnie Sąd Najwyższy Stanów Zjednoczonych debatuje nad dopuszczeniem współczynnika Efficiency Gap, jako oficjalnej metody walki ze zjawiskiem gerrymanderingu. Ma ona na celu wykrywać prawdopodobne malwersacje wyborcze na podstawie głosów zmarnowanych. Współczynnik dany jest poniższy wzorem:
{\displaystyle EG=\sum _{i=1}^{S}{\frac {W_{i}^{X}-W_{i}^{Y}}{V}},}
gdzie przyjęto następujące oznaczenia:
- {\displaystyle S} – całkowita liczba okręgów wyborczych,
- {\displaystyle W_{i}^{X}} – liczba głosów zmarnowanych na partię {\displaystyle X} w okręgu {\displaystyle i,}
- {\displaystyle W_{i}^{Y}} – liczba głosów zmarnowanych na partię {\displaystyle Y} w okręgu {\displaystyle i,}
- {\displaystyle V} – całkowita liczba oddanych głosów w wyborach.

Współczynnik weryfikuje liczbę głosów zmarnowanych, a następnie na podstawie otrzymanego wyniku, nasuwa wstępne wnioski o podejrzeniu wobec konkretnej partii politycznej. Jeżeli otrzymana wartość jest liczbą dodatnią, można wnioskować o podejrzeniu oszustwa wobec partii {\displaystyle X,} natomiast jeżeli wartość będzie ujemna, można wnioskować o podejrzeniu oszustwa wobec partii {\displaystyle Y.} W przypadku wyniku zbliżonego do zera można sądzić, że wybory odbyły się uczciwie i nie dokonano manipulacji granicami okręgów wyborczych.

## Przykłady

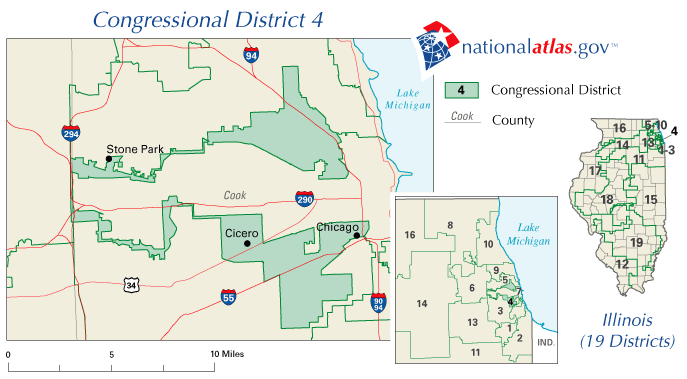
4. dystrykt w stanie Illinois
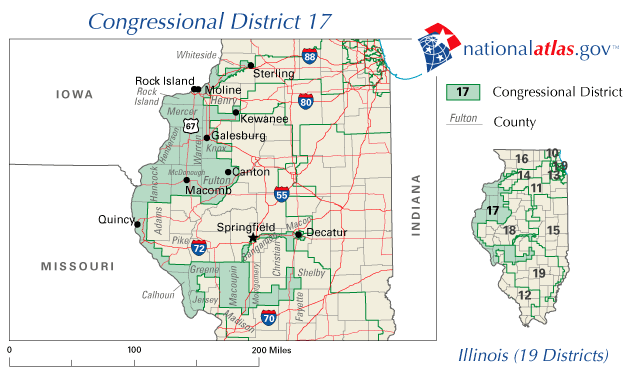
17. dystrykt w stanie Illinois
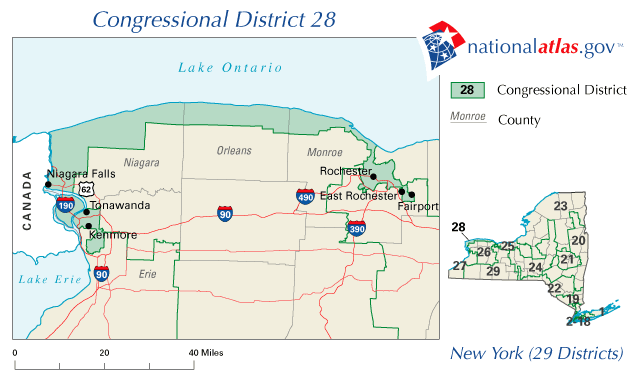
28. dystrykt w stanie Nowy Jork

## W Polsce
O próbę manipulowania w ten sposób wynikami wyborów publicyści podejrzewali partię Prawo i Sprawiedliwość, w związku z wyborami samorządowymi 2018 i projektem zmiany ustroju miasta stołecznego Warszawy. Podobne oskarżenia pojawiły się wobec Platformy Obywatelskiej, której radni zmienili okręgi wyborcze w Warszawie na kilka miesięcy przed wyborami samorządowymi – ostatecznie zmiany zostały zablokowane przez Państwową Komisję Wyborczą, a następnie WSA.